# Arion fuscus
Arion fuscus é uma espécie de lesma terrestre.